# Roman Kent
Roman Kent (nacido el 18 de abril de 1929 como Roman Kniker en Łódź, Polonia; fallecido el 21 de mayo de 2021 en la Ciudad de Nueva York, Estados Unidos) fue un sobreviviente polaco-americano del Holocausto y presidente del Comité Internacional de Auschwitz desde 2011.

## Vida
Kniker era hijo del fabricante de textiles Emanuel Kniker y su esposa Sonia. Creció con tres hermanos y asistió a la Jüdische Schule privada en su ciudad natal de Łódź, hasta que fue cerrada por las tropas de ocupación alemanas al inicio de la Segunda Guerra Mundial. La familia tuvo que abandonar su hogar y vivió algún tiempo en un único cuarto dentro de la fábrica confiscada de su padre, hasta que fueron trasladados al Gueto a fines de 1939, donde su padre falleció en 1943 a causa de la desnutrición. Cuando el gueto fue liquidado en 1944, el resto de la familia Kniker fue deportado al campo de concentración Auschwitz-Birkenau, donde Roman fue separado de su madre y sus hermanas. Junto con su hermano, pasó por otros campos de concentración en Mertzbachtal, Dornau y Flossenbürg, hasta que ambos fueron liberados por el ejército estadounidense en abril de 1945 durante el Marcha de la Muerte de Flossenbürg a Dachau.
En junio de 1946, Roman y Leon Kniker emigraron a los Estados Unidos, donde simplificaron su apellido a Kent.
Desde 2011, Kent fue presidente del Comité Internacional de Auschwitz. En el mismo año, fue nombrado por el presidente estadounidense Barack Obama miembro del Consejo Asesor del Consejo Memorial del Holocausto de los Estados Unidos. También fue presidente de la organización estadounidense de sobrevivientes del Holocausto y sus descendientes, así como presidente de la Jewish Foundation for the Righteous, una organización que ayuda a no judíos necesitados que salvaron judíos durante el Holocausto.
Kent fue tesorero de la Conferencia sobre Demandas Judías.

## Honores
- En 2014, Roman Kent recibió la Orden del Mérito de la República Federal de Alemania.[2]

## Obras seleccionadas
- Courage Was My Only Option: The Autobiography of Roman Kent. Con un prefacio de Lawrence Eagleburger. Vantage Press, Nueva York, 2008, ISBN 0-533-15653-X.
- Beth B. Cohen (ed.): Child Survivors of the Holocaust: The Youngest Remnant and the American Experience. Rutgers University Press, New Brunswick (Nueva Jersey) / Londres, 2018, ISBN 978-0-8135-8497-3.

## Filmografía
- 1983: Liv Ullmann Children in the Holocaust.